# LM317

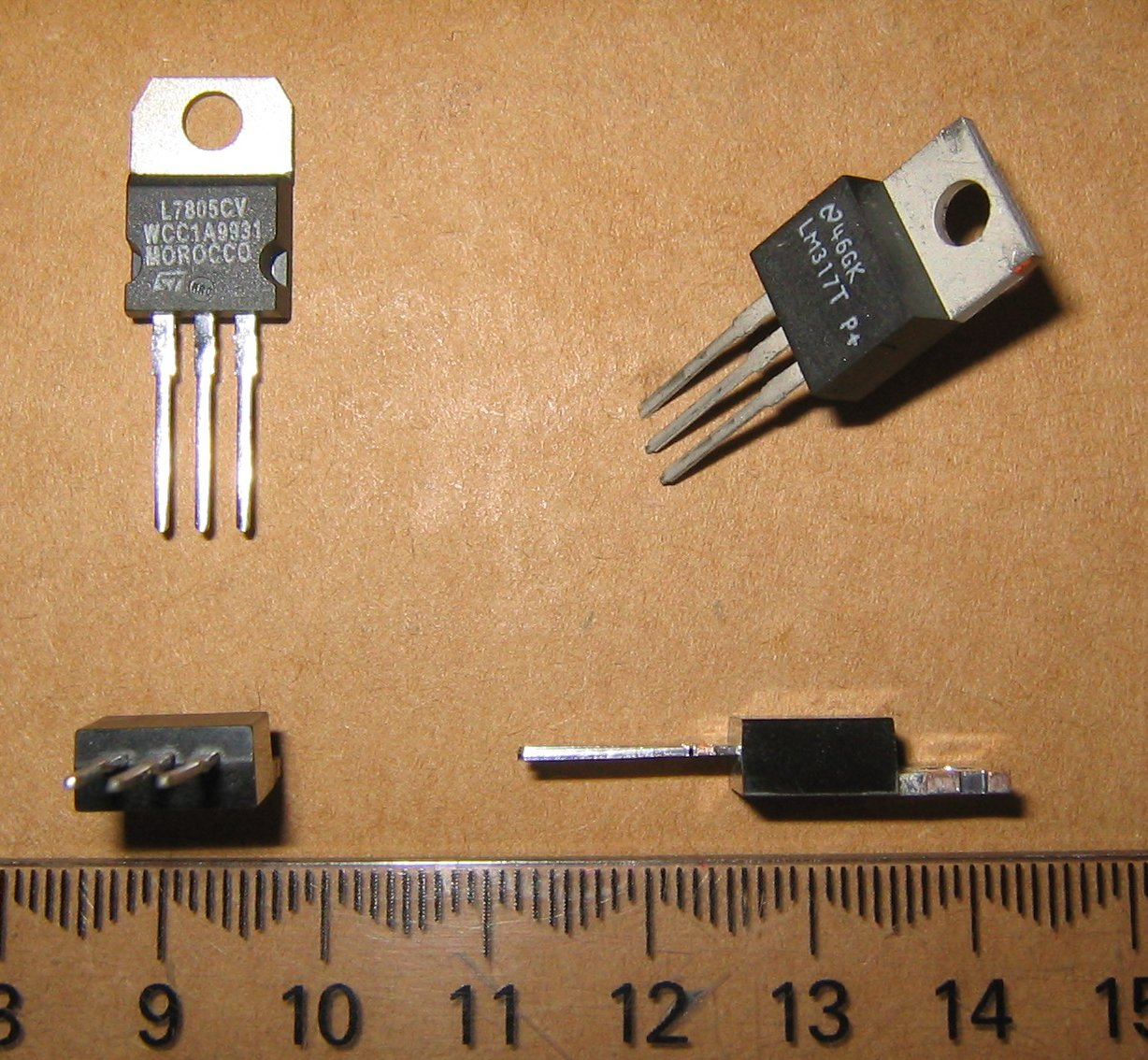
Le composant LM317, en haut à droite..

Dans le domaine des composants électroniques, LM317 est la référence d'un régulateur de tension linéaire à trois broches. 
C'est un régulateur de tension positive dont la tension de sortie peut être ajustée entre 1,25 V et 37 V. Le courant typique maximal est d'environ 1,5 A mais est variable suivant le modèle. La tension de sortie variable peut être ajustée à l'aide d'un potentiomètre, on peut aussi appliquer une tension variable d'une autre source sur la borne de commande. 
Le LM317 est également protégé pour empêcher le courant de sortie de dépasser le courant nominal et éviter la surchauffe du composant. 

## Applications

Une source de courant constant construite à partir d'un LM317.

Bien que le LM317 soit un régulateur ajustable, il est parfois préféré pour des applications de précision à la place des dispositifs similaires LM78xx car il est conçu avec des tolérances de sorties plus faibles.
Pour une application de tension fixe, la broche de contrôle est alors généralement commandée avec deux résistances fixes, des diodes Zener, ou une tension de commande fixe d'une autre source.

## Brochage

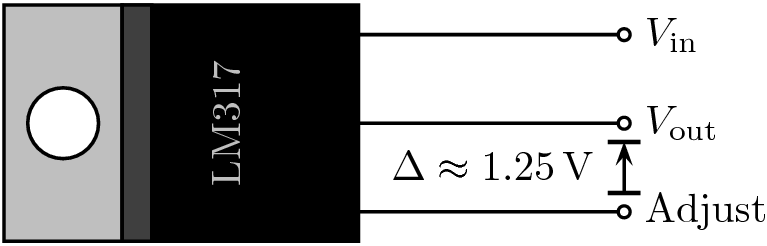
Brochage du LM317T

Le LM317 est disponible dans de nombreux formats de boîtier pour les différentes applications. Le boîtier TO-220 permet par exemple de fixer aisément un dissipateur thermique permettant ainsi de dissiper une plus grande puissance.

## Régulateur de tension

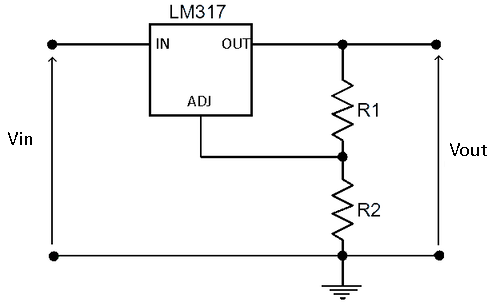
Schéma de montage du LM317 pour régulation de tension

La régulation de tension se fait indépendamment de la tension d'entrée via la formule suivante : Vout = 1.25x(1+R2/R1).
R1 ne doit pas dépasser 240 Ohms pour garantir au moins 5 mA de courant de sortie. Sans cela, la tension de sortie devient plus élevée et n'est plus régulée.

## Fiches techniques
Les fiches techniques du fabricant fournissent des configurations standard pour la réalisation d'applications de conception différentes, y compris des exemples permettant d'augmenter le courant de sortie avec l'utilisation d'un transistor.
Ce régulateur est fabriqué par de nombreuses entreprises, y compris, avec un lien vers la fiche technique :
- Fairchild Semiconductor[1],
- ON Semiconductor[2],
- STMicroelectronics[3]
- Texas Instruments/ National Semiconductor[4].

## Composants équivalents
Le LM337 est le régulateur complémentaire du LM317. Le cahier des charges et les fonctions sont essentiellement identiques, sauf que ce régulateur doit recevoir une tension de commande et doit agir sur une tension d'entrée négative.